# 監票者聯盟
監票者聯盟，簡稱監票盟，是一個台灣的選舉活動監督團體，於2014年6月10日由黃聖峰所發起。該聯盟亦為台灣第一個運用實況轉播及行動裝置 Web App 進行大規模監票、計、報票之公民團體。

## 活動歷史

### 促成中央選舉委員會廢止開票時禁止攝錄影行政函釋[1]
- 2014年9月17日，聯盟發起人致函中央選舉委員會詢問開票時民眾是否得攝錄影，中選會回應「民眾於開票期間站在觀眾席上攝影，應予以制止」，再詢問是否得「坐在」觀眾席攝影，中選會答覆「仍應予以制止」[2]。25日，中選會之回應引發在野立委強烈不滿，多名立委在內政委員會上依此質詢中選會代理主委劉義周。[3]
- 12月8日，聯盟於「選務螺絲鬆脫、公民眼下現形」記者會中指出選務有嚴重瑕疵，聯盟志工所參與的開票所中超過5成的開票所曾經發生過選務缺失，並要求應開放民眾於開票時攝錄影。[4][5]11日，聯盟再於立法院舉辦之「9合1選舉檢討與改革公聽會」中出具書面報告指出選務有嚴重瑕疵，並要求中選會應開放民眾於開票時攝錄影。[6]
- 2015年10月14日，立法院內政委員會決議，因為現行不允許民眾在開票所攝錄影，因此將2016年總統及立委選舉業務經費共新台幣逾7億元中凍結5000萬元，待中選會同意開放拍照錄影後，並送書面報告後才能動支。[7]20日，中選會委員會議決議，將開放各項選舉的開票所供民眾攝錄影，但投票時仍然禁止，而這項新規定在2016年1月16日的總統與立委合併選舉首度適用。[8]

### 制度改革推動方向
- 推動修改公職人員選舉罷免法中，候選人推薦監察員（即監票員）之條件限制，使所有選舉候選人皆有公平之權利派任監察員到場監票。
- 推動成立「公民選舉監察員」制度，讓一般公民無庸透過政黨推薦即可擔任監察員。

### 監票活動紀錄

#### 2014年中華民國地方公職人員選舉監票
- 參與人數：1100
- 前往開票所數：902
- 活動報告：《九合一選舉檢討暨未來公職人員選舉制度改革公聽會》監票者聯盟書面意見

#### 2015年2月7日，立法委員缺額補選監票
- 參與人數：（未公布）
- 前往開票所數：（未公布）

#### 2015年立法委員蔡正元罷免投票監票
- 參與人數：（未公布）
- 前往開票所數：（未公布）

#### 2016年中華民國總統副總統及立法委員選舉監票
- 參與人數：5600 人
- 前往開票所數：4113 所
- 活動報告：《2016.1.16 監票者聯盟監票任務總報告書》

#### 2018年中華民國地方公職人員選舉暨2018年中華民國全國性公民投票監票
- 參與人數：（未公布）
- 前往開票所數：（未公布）

## 類似組織
- 1129民主之眼：由2014年台北市長候選人柯文哲競選團隊號召進行之監票活動，係首次有非國民黨籍候選人在台北市設置監票部隊。[11]
- 全民監票聯盟：於2015年11月30日成立，據稱是由自由選舉觀察協會、割闌尾、全面罷免等公民團體以及藝文人士所發起，由民主進步黨挹注資源協助成立[12]，主張「以報票作為全民監票運動，來杜絕中選會在計票過程可能出現的黑幕」，活動內容以「報票」為主。
- 全民監票行動聯盟：號稱是中立監票部隊，但行為偏藍營。[13] 2023年南投立委補選時在投票所30公尺內偷錄影，依違反《刑法》妨害投票罪偵辦。[14]

## 其他相關新聞報導
- 2014.6.25：「正義化身　監票者聯盟揪6萬志工防黑箱」[15]
- 2014.9.23：「中選會禁止開票錄影監票者聯盟：政府怕什麼！」[16]
- 2014.11.1：「九合一選舉投票完全攻略論壇」[17]
- 2014.11.29：「自己的選票自己開　監票者聯盟透過網路和app同步開票 」[18]
- 2015.11.24：「對不起，我們來晚了！」 監票者聯盟再次啟動 [19]
- 2016.1.16：「特寫：公民監票組織 發揮選票價值」[20]
- 2018.10.25：「選戰倒數！監票者聯盟：監、報票任務正式啟動」[21]

## 外部連結
- 監票者聯盟 （页面存档备份，存于）
- 監票者聯盟臉書專頁 （页面存档备份，存于）